# Школа № 548 «Царицыно»
НОУ «Открытая Русская Школа» (ОРШ) — дистанционная общеобразовательная школа, действующая на базе Центра образования №548 «Царицыно» при поддержке Правительства Москвы. В ОРШ обучаются ученики старших классов стран СНГ и Балтии с целью освоения российской школьной программы, получения московского аттестата и сдачи Единого государственного экзамена на базе центра образования №548 (Москва) в статусе российских выпускников. 
Центры дистанционного образования ОРШ для тех, кто не имеет домашнего доступа к компьютеру и сети интернет, действуют в нескольких городах СНГ: в Кишинёве, Тирасполе, Рыбнице, Ташкенте, Навои, Риге, Самарканде, Алматы и других. В восьми республиках СНГ работают официальные представители ОРШ, занимающиеся конкурсным набором учащихся, постоянно проживающих за пределами Российской Федерации и организационным сопровождением учащихся-экстернов.
Научное и методическое сопровождение процесса дистанционного обучения старшеклассников, проживающих в странах СНГ и получающих российское образование при помощи дистанционных технологий обучения, обеспечивает Московский городской педагогический университет.

## Руководство
- Президент НОУ «Открытая Русская Школа» - Весманов Сергей Викторович
- Директор по развитию НОУ «Открытая Русская Школа» - Акопян Александр Гургенович
- Исполнительный директор - Абдуразакова Альбина Абдурасуловна
- Директор Центра Образования «Царицыно» № 548 Рачевский Ефим Лазаревич
- Главный методист программ дистанционного образования — Осмоловский Максим Владимирович
- Координатор программы «Московский аттестат» — Старовойтова Ольга Дмитриевна